# Masticophis anthonyi
Masticophis anthonyi är en ormart som beskrevs av Stejneger 1901. Masticophis anthonyi ingår i släktet Masticophis och familjen snokar. Inga underarter finns listade i Catalogue of Life.
Denna orm förekommer endemisk på ön Clarión som ingår i Revillagigedoöarna väster om Mexikos fastland. Öns högsta punkt ligger vid cirka 300 meter över havet. Habitatet utgörs av gräsmarker och glest fördelade buskar. Färsk vatten förekommer endast efter regnfall. Honor lägger ägg.
Introducerade djur som grisar, får och kaniner äter växtligheten vad som ökar risken för erosion. Flera platser på ön liknar öken. IUCN kategoriserar arten globalt som akut hotad.